# Calommata
Calommata és un gènere d'aranyes migalomorfes, de la família dels atípids (Atypidae). Fou descrit primer l'any 1837 per Lucas. El World Spider Catalog reconeixia 13 espècies de Calommata distribuïdes per Àfrica i Àsia. L'espècie tipus és Calommata fulvipes.
Llista de les 13 espècies:
- Calommata fulvipes (Lucas, 1835)
- Calommata megae Fourie, Haddad & Jocqué, 2011
- Calommata meridionalis Fourie, Haddad & Jocqué, 2011
- Calommata namibica Fourie, Haddad & Jocqué, 2011
- Calommata obesa Simon, 1886
- Calommata pichoni Schenkel, 1963
- Calommata signata Karsch, 1879
- Calommata simoni Pocock, 1903
- Calommata sundaica (Doleschall, 1859)
- Calommata tamdaoensis Zha, Pham & Li, 2012
- Calommata tibialis Fourie, Haddad & Jocqué, 2011
- Calommata transvaalica (Hewitt, 1916)
- Calommata truculenta (Thorell, 1887)